# 518
518 (DXVIII, na numeração romana) foi um ano comum do século VI do Calendário Juliano, da Era de Cristo, teve início a uma Segunda-feira e terminou também a uma Segunda-feira, e a sua letra dominical foi G (52 semanas).
| Ano completo                         |
| ------------------------------------ |
| Ano comum com início à segunda-feira |